# Elektrárna Piešťany
Elektrárna Piešťany (slovensky Elektráreň Piešťany, původně Elektrárňa Piešťany) je bývalá obecní dieselová elektrárna na Staniční ulici č. 51 v Piešťanech. Budova postavená podle anonymního projektu, byla dána do užívání v roce 1906. Skládá se ze dvou částí: výrobní haly a později přistavěné transformátorovny. Převládající sloh je historismus. Její charakteristickým exteriérovým znakem je cihlové, režné zdivo. Pozoruhodným vnitřním prostorem byla velká hala s galerií, vybavená důmyslným strojním a přístrojovým inventářem. Když přestala elektrárna plnit své původní poslání, byla prohlášena za technickou památku. V Ústředním seznamu památek je vedena pod popisným číslem 2334. Prostor budovy elektrárny a přilehlého pozemku o rozloze 4 412 m² jsou majetkem Západoslovenské energetiky, které jej v budoucnu plánují využít pro kulturně-vzdělávací účely.
V roce 1946 po znárodnění elektrárny bylo její vybavení rozprodáno a elektrárna ponechána svému osudu. Po více než půlstoletí zapomnění se v roce 2008 rozhodl vlastník budovy Západoslovenská energetika vypsat architektonickou soutěž pro studenty Slovenské technické univerzity, aby navrhli novou koncepci opravy budovy pro její nový účel. Budova slouží jako polyfunkční prostor pro semináře, výstavy, koncerty.

## Galerie

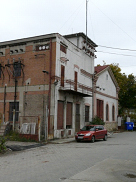
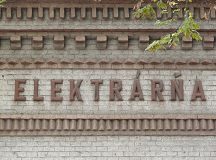
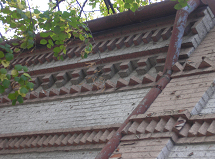
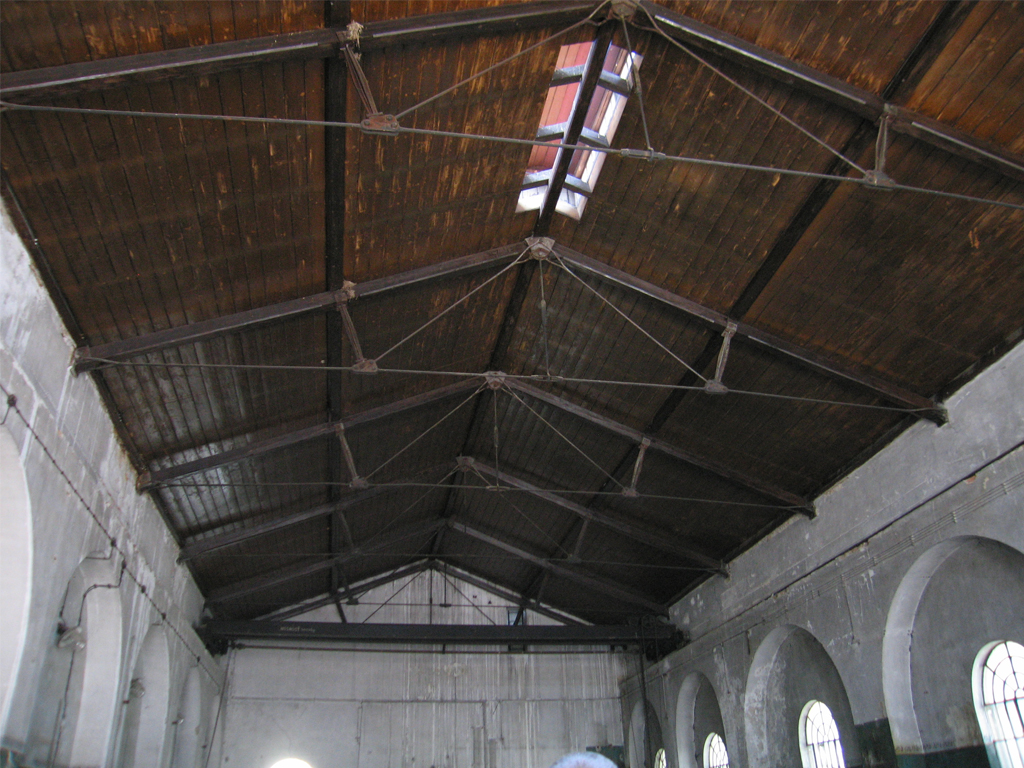
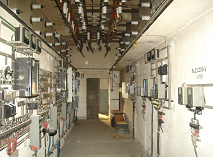